# Provinz al-Baha
al-Baha (arabisch الباحة, DMG al-Bāḥa, auch al-Bahah) ist eine Provinz von Saudi-Arabien. Sie liegt im Süden des Landes in Nähe von Mekka. Die Provinz wird sowohl kulturell als auch wirtschaftlich von der Hauptstadt al-Baha und Baldschuraschi dominiert. Die Region al-Baha ist zudem die Heimat der Stämme Ghamid und Zahran. Gouverneur der Provinz ist Hussam bin Saud, ein Sohn König Sauds.

## Etymologie
Das Wort al-Baha hat verschiedene Bedeutungen. So kann es die Bedeutung eines großen Wasservorrates, den Innenhof eines Hauses, endlose Weite oder hohe fruchtbare Palme haben. In Geschichten wird der Begriff mit einem sehr tiefen Brunnen der Festung al-Zafir in Verbindung gebracht.

## Geographie
Typisch für die Region sind Berge, Hochebenen, Täler und Wüstengebiete. Al-Baha ist in die Gebiete Tihama, eine Küstenregion an der Westseite und die Gebirgsregion as-Sarawat unterteilt. Die as-Sarawat erheben sich im Mittel auf 1500 bis 2450 m über dem Meeresspiegel.

## Klima
Die aride Provinz ist durch ihre topographischen Besonderheiten klimatisch zweigeteilt. So sind die as-Sarawat für Nebel und Wolken bekannt, da vor allem im Winter vom Roten Meer Luftmassen in deren höhere Regionen ziehen. Im Frühling und Sommer ist das Wetter hingegen meist angenehm und warm. Die Region des Tihama ist geprägt durch typisches Küstenklima, heiße Sommer und warme bis milde Temperaturen im Frühling und Winter.

## Bevölkerung
Die Provinz al-Baha hat etwa 487.000 Einwohner. Der Großteil der Bevölkerung stammt ursprünglich von den Azd Schanuʿa ab, die vom Süden der arabischen Halbinsel in den Westen gewandert sind. Offenbar haben die meisten Bewohner der Region dieselbe Großfamilie als Vorfahren. Diese ist wahrscheinlich unter dem Einfluss von Umwelteinflüssen immer weiter gewandert und hat sich zunehmend verzweigt. Heute wohnt ein Großteil der ehemaligen Nomaden in Städten, in denen es eine weitaus bessere Grundversorgung und Bildungseinrichtungen gibt als auf dem Land. 
Die Bewohner der Region gehören überwiegend dem sunnitischen Islam an. Auch in der Gegenwart werden eine Vielzahl von arabischen Traditionen und Gewohnheiten gepflegt. So steht an der Spitze der unzähligen Unter-Stämme auch heute noch der Scheich.

## Besonderheiten
Der überregionale Markt von Baldschuraschi, auch Suq as-sabt, ist ein bekannter arabischer Markt, auf dem die Händler der gesamten Region ihre Waren anbieten.

## Gouverneure
| Namen                     | Zeitraum  | ernannt von    |
| ------------------------- | --------- | -------------- |
| Mohammed bin Saud Al Saud | 1987–2010 | König Fahd     |
| Mishari bin Saud Al Saud  | 2010–17   | König Abdullah |
| Hussam bin Saud Al Saud   | seit 2017 | König Salman   |